# Lekkoatletyka na Letnich Igrzyskach Olimpijskich 1908 – rzut dyskiem greckim mężczyzn
Rzut dyskiem greckim był jedną z konkurencji lekkoatletycznych na Letnich Igrzyskach Olimpijskich 1908 w Londynie odbyła się w dniu 18 lipca 1908. Uczestniczyło 23 zawodników z 8 krajów.

## Wyniki
| Miejsce | Zawodnik            | Państwo            | Rezultat |
| ------- | ------------------- | ------------------ | -------- |
| 1       | Martin Sheridan     | Stany Zjednoczone  | 37,99 m  |
| 2       | Marquis Horr        | Stany Zjednoczone  | 37,32 m  |
| 3       | Verner Järvinen     | Wlk. Ks. Finlandii | 36,48 m  |
| 4       | Arthur Dearborn     | Stany Zjednoczone  | 35,65 m  |
| 5       | Michalis Dorizas    | Grecja             | 33,34 m  |
| 6       | Nikolaos Jeorgandas | Grecja             | 33,21 m  |
| 7       | István Mudin        | Węgry              | 33,11 m  |
| 8       | Wilbur Burroughs    | Stany Zjednoczone  | 32,81 m  |
| 9       | Elmer Niklander     | Wlk. Ks. Finlandii | 32,46 m  |
| 10      | Umberto Avattaneo   | Włochy             | 29,15 m  |
| 11-23   | Platt Adams         | Stany Zjednoczone  | b.d      |
| 11-23   | James Barrett       | Wielka Brytania    | b.d      |
| 11-23   | Alfred Flaxman      | Wielka Brytania    | b.d      |
| 11-23   | Folke Fleetwood     | Szwecja            | b.d      |
| 11-23   | John Garrels        | Stany Zjednoczone  | b.d      |
| 11-23   | György Luntzer      | Węgry              | b.d      |
| 11-23   | Walter Henderson    | Wielka Brytania    | b.d      |
| 11-23   | Imre Mudin          | Węgry              | b.d      |
| 11-23   | Henry Leeke         | Wielka Brytania    | b.d      |
| 11-23   | Eric Lemming        | Szwecja            | b.d      |
| 11-23   | Ernest May          | Wielka Brytania    | b.d      |
| 11-23   | Mór Kóczán          | Węgry              | b.d      |
| 11-23   | Miroslav Šustera    | Bohemia            | b.d      |